# 拉流斗霸
拉流斗霸，又称大豹共同體，簡稱大豹，是臺灣泰雅族賽考列克群过去建立的部落聯盟式政權，統治中心位於大漢溪支流三峽溪中上游地帶，即今新北市三峽區南部大豹溪周邊山區。
自十九世紀後期以來，拉流斗霸屢遭清廷開山撫番，以及大日本帝國理蕃政策的武力侵略。日治初期，其族人在與日本爆發的大豹溪事件中戰敗投降，其領域隨後則完全由臺灣總督府引進的漢人佔領，遺族十餘年後更全數被迫遷移至現今的桃園縣復興鄉山區。

## 歷史
約莫百餘年前，Syat Sita帶領族人從發海地走到松麓，再分批從南投北港溪上游北上，抵達今新北市三峽五寮與大豹溪流域一帶之後，創建以大豹部落（亦稱為大豹社）為政治經濟中心的大豹共同體。以成福到新店屈尺一帶與清為界。1870年，清政府在三角湧界線旁設立隘丁十名戍守邊疆。
1862年，瓦旦·燮促生於大豹社（位於今新北市三峽區）。成年後公推為大豹大社頭目，及大豹共同體總頭目。
清治末期，1887年，因劉銘傳的開山撫番政策，清軍入侵大豹共同體，總頭目亞未·燮促不敵投降。
日治初期，時任大豹總頭目瓦旦·燮促原本想要在橫溪大寮地一帶，在相當接近漢人生活圈的地點，設立第十四個部落，並開始種植經濟作物馬藍，預計將獲取的費用，一部分用來支助在獅子頭山一帶游擊的漢人反抗軍，以鞏固雙方的攻守同盟關係。
1900年6到8月，北部泰雅族為了反抗日本的樟腦砍伐，四處襲擊隘寮。應接不暇的戰事，使得當時的第四任臺灣總督兒玉源太郎決定改採「封鎖」政策，嚴禁平地人與泰雅族交易食鹽與鐵器，並在山腰地帶派遣軍隊重點封鎖，增強既有的隘勇線。其中，特別編派40人駐紮於三角湧，負責十六寮經十三添到金面山一帶的隘勇線。從這時候開始，三角湧隘勇線登上了臺灣森林殖民史的舞台。
在1904年的雞罩山（崙尾寮）推進隘勇線的規畫裡，日本計畫從大豹溪左岸的瓦厝埔平原出發，經由雞景山（今日的雞罩山）、崙尾寮，接到熊空山、竹坑山方面的隘勇線，從既有的三角湧隘勇線往南壓迫大豹，日本部隊從大寮地集結出發以後，日軍在設置隘勇線途中，遭到大豹人襲擊而潰逃，最後大豹群擊退了日本的侵略部隊，大豹群因此繳獲一門「七𥑬米山砲」，但因不諳操作，隨即棄置於山谷。
然而在1905年至1907年間，日本總督府進行「理蕃政策」，並透過修築隘勇線的方式，入侵了大豹群的傳統領域，企圖消滅當時強盛的大豹。1906年秋，在354高地茶園地方與日軍警發生衝突，當時日方進攻轉進中，日軍與漢人隘勇死傷不少震驚日本政府，並加派軍警增加大砲、手榴彈等重武器支援，致族人在戰役中也付出相當慘痛的代價，於隔年5月動員1,900名軍警，計畫將隘勇線推進至插天山，雙方在枕頭山展開激烈的攻防戰，並互相駁火長達三個月，日警、隘勇戰死者計有上百名。最終於10月3日日方攻破而占領插角大豹大社，頭目瓦旦·燮促的宅第遭受大砲搗毀，大豹滅國，領土被劃入臺北州海山郡，原有13社千餘人，戰役後僅在詩朗、志繼兩社共58戶298人，日本文獻最後記載了大豹的「滅亡」。最後日軍因死傷慘重而停戰，並設立大豹忠魂碑紀念死傷的軍警。
在理蕃政策下，日本統治者藉由「隘勇線」與現代化的戰爭技術，切割、殲滅山林裡的大豹社，隨後引進「三井合名會社」進行標準的資本主義式經營。

## 疆域
大豹領土東界為熊空山、加九嶺、達蓋埡口、熊空南山到東眼山，北面以白雞山與附近的鞍部，一直到成福、大寮一帶為界；西面則至十八洞天、五寮溪一帶。大豹社的生活空間雖然集中在大豹溪與五寮溪流域，然而獵場與種植地的區域卻廣達三峽的大埔、橫溪與新店的平廣坑，其最北界則可至三峽與土城交界的內坡山、媽祖山、長壽山等連接形成的山陵線。以成福到新店屈尺一帶與番界為界。

### 行政區劃
大豹以大豹大社為中心，再與金敏社、有木社、詩朗社和其他各小社等，共約13個部落共同組成。
| 大社     | 組成部落                                                             |
| -------- | -------------------------------------------------------------------- |
| 大豹大社 | 大豹本社、九歪社、伊仔社、老仔社、Asi、Tunuq |
| 金敏大社 | 金敏社                                                               |
| 有木大社 | 有木社、Tunuq Sinplan和Tbihi                                         |
| 詩朗大社 | 詩朗社、Quss、Sopin                                                  |

## 遺族
戰後，1947年瓦旦·燮促之子樂信·瓦旦（漢名林瑞昌）提出「臺北縣海山區三峽鎮大豹社原社復歸陳請書」，請求取回祖居地，但未獲回應。1952年11月，樂信·瓦旦因涉及「高砂族自治會」組織，遭臺灣警備總司令部以「高山族匪諜案」罪名逮捕下獄，於1954年4月17日被槍決。
2016年8月1日，立委高金素梅帶領泰雅族人及學者，重返大豹社戰役歷史現場告慰祖靈，表示未來將在三峽大豹忠魂碑附近，建立大豹社紀念碑，讓後代更加了解歷史真相，並宣告建碑行動正式開始。